# Municipio de Cairo ( Minnesota)
El municipio de Cairo (en inglés: Cairo Township) es un municipio ubicado en el condado de Renville en el estado estadounidense de Minnesota. En el año 2010 tenía una población de 232 habitantes y una densidad poblacional de 2,62 personas por km².

## Geografía
El municipio de Cairo se encuentra ubicado en las coordenadas 44°29′3″N 94°40′32″O / 44.48417, -94.67556. Según la Oficina del Censo de los Estados Unidos, el municipio tiene una superficie total de 88.6 km², de la cual 87,86 km² corresponden a tierra firme y (0,83 %) 0,74 km² es agua.

## Demografía
Según el censo de 2010, había 232 personas residiendo en el municipio de Cairo. La densidad de población era de 2,62 hab./km². De los 232 habitantes, el municipio de Cairo estaba compuesto por el 93,53 % blancos, el 1,72 % eran asiáticos, el 0,43 % eran isleños del Pacífico, el 2,59 % eran de otras razas y el 1,72 % eran de una mezcla de razas. Del total de la población el 6,03 % eran hispanos o latinos de cualquier raza.